# Acrosomoides
Acrosomoides es un género de arañas araneomorfas de la familia Araneidae. Se encuentra en África subsahariana.

## Lista de especies
Según el Catálogo Mundial de Arañas (World Spider Catalog) 12.0:
- Acrosomoides acrosomoides (O. Pickard-Cambridge, 1879)
- Acrosomoides linnaei (Walckenaer, 1842)
- Acrosomoides tetraedrus (Walckenaer, 1842)